# Australian Open 1999
Die Australian Open 1999 fanden vom 18. bis 31. Januar 1999 in Melbourne statt. Es handelte sich um die 87. Auflage des Grand-Slam-Turniers in Australien.
Titelverteidiger im Einzel waren Petr Korda bei den Herren sowie Martina Hingis bei den Damen. Im Herrendoppel waren dies Jonas Björkman und Jacco Eltingh, im Damendoppel Martina Hingis und Mirjana Lučić und im Mixed Venus Williams und Justin Gimelstob.

## Herreneinzel

### Setzliste
| Nr. | Spieler        | Erreichte Runde |
| --- | -------------- | --------------- |
| 01. | Marcelo Ríos   | Rückzug         |
| 02. | Àlex Corretja  | 2. Runde        |
| 03. | Patrick Rafter | 3. Runde        |
| 04. | Carlos Moyá    | 1. Runde        |
| 05. | Andre Agassi   | Achtelfinale    |
| 06. | Tim Henman     | 3. Runde        |
| 07. | Karol Kučera   | Viertelfinale   |
| 08. | Greg Rusedski  | 2. Runde        |

| Nr. | Spieler            | Erreichte Runde |
| --- | ------------------ | --------------- |
| 09. | Richard Krajicek   | 3. Runde        |
| 10. | Jewgeni Kafelnikow | Sieg            |
| 11. | Goran Ivanišević   | Rückzug         |
| 12. | Albert Costa       | 1. Runde        |
| 13. | Cédric Pioline     | 1. Runde        |
| 14. | Mark Philippoussis | Achtelfinale    |
| 15. | Todd Martin        | Viertelfinale   |
| 16. | Thomas Johansson   | 1. Runde        |

## Dameneinzel

### Setzliste
| Nr. | Spielerin               | Erreichte Runde |
| --- | ----------------------- | --------------- |
| 01. | Lindsay Davenport       | Halbfinale      |
| 02. | Martina Hingis          | Sieg            |
| 03. | Jana Novotná            | 3. Runde        |
| 04. | Arantxa Sánchez Vicario | 2. Runde        |
| 05. | Venus Williams          | Viertelfinale   |
| 06. | Monica Seles            | Halbfinale      |
| 07. | Mary Pierce             | Viertelfinale   |
| 08. | Patty Schnyder          | 2. Runde        |

| Nr. | Spielerin           | Erreichte Runde |
| --- | ------------------- | --------------- |
| 09. | Conchita Martínez   | 3. Runde        |
| 10. | Steffi Graf         | Viertelfinale   |
| 11. | Dominique Van Roost | Viertelfinale   |
| 12. | Anna Kurnikowa      | Achtelfinale    |
| 13. | Irina Spîrlea       | 1. Runde        |
| 14. | Sandrine Testud     | Achtelfinale    |
| 15. | Natallja Swerawa    | 3. Runde        |
| 16. | Amanda Coetzer      | Achtelfinale    |

## Herrendoppel

### Setzliste
| Nr. | Paarung                          | Erreichte Runde |
| --- | -------------------------------- | --------------- |
| 01. | Mahesh Bhupathi Leander Paes     | Finale          |
| 02. | Mark Woodforde Todd Woodbridge   | Halbfinale      |
| 03. | Mark Knowles Daniel Nestor       | 2. Runde        |
| 04. | Ellis Ferreira Rick Leach        | Halbfinale      |
| 05. | Jonas Björkman Patrick Rafter    | Sieg            |
| 06. | Patrick Galbraith Paul Haarhuis  | Viertelfinale   |
| 07. | Olivier Delaître Fabrice Santoro | Achtelfinale    |
| 08. | Sébastien Lareau Alex O’Brien    | 1. Runde        |

| Nr. | Paarung                           | Erreichte Runde |
| --- | --------------------------------- | --------------- |
| 09. | Martin Damm Cyril Suk             | 1. Runde        |
| 10. | Jewgeni Kafelnikow Daniel Vacek   | Viertelfinale   |
| 11. | Joshua Eagle Jim Grabb            | 1. Runde        |
| 12. | Donald Johnson Francisco Montana  | 1. Runde        |
| 13. | Piet Norval Kevin Ullyett         | 1. Runde        |
| 14. | Andrew Florent David Macpherson   | 2. Runde        |
| 15. | Wayne Black Sandon Stolle         | Achtelfinale    |
| 16. | David Adams John-Laffnie de Jager | Achtelfinale    |

## Damendoppel

### Setzliste
| Nr. | Paarung                                | Erreichte Runde |
| --- | -------------------------------------- | --------------- |
| 01. | Lindsay Davenport Natallja Swerawa     | Finale          |
| 02. | Lisa Raymond Rennae Stubbs             | Halbfinale      |
| 03. | Martina Hingis Anna Kurnikowa          | Sieg            |
| 04. | Larisa Neiland Arantxa Sánchez-Vicario | Viertelfinale   |
| 05. | Jelena Lichowzewa Ai Sugiyama          | 2. Runde        |
| 06. | Conchita Martínez Patricia Tarabini    | 1. Runde        |
| 07. | Mariaan de Swardt Olena Tatarkowa      | Achtelfinale    |
| 08. | Irina Spîrlea Caroline Vis             | 2. Runde        |

| Nr. | Paarung                             | Erreichte Runde |
| --- | ----------------------------------- | --------------- |
| 09. | Virginia Ruano-Pascual Paola Suárez | 2. Runde        |
| 10. | Barbara Schett Patty Schnyder       | Achtelfinale    |
| 11. | Katrina Adams Debbie Graham         | 1. Runde        |
| 12. | Jana Novotná Monica Seles           | Achtelfinale    |
| 13. | Rachel McQuillan Nana Miyagi        | 1. Runde        |
| 14. | Els Callens Julie Halard-Decugis    | Achtelfinale    |
| 15. | Sabine Appelmans Miriam Oremans     | Achtelfinale    |
| 16. | Mirjana Lučić Mary Pierce           | 1. Runde        |

## Mixed

### Setzliste
| Nr. | Paarung                       | Erreichte Runde |
| --- | ----------------------------- | --------------- |
| 01. | Paul Haarhuis Caroline Vis    | 1. Runde        |
| 02. | Mark Knowles Anna Kurnikowa   | 1. Runde        |
| 03. | Jim Grabb Rennae Stubbs       | 1. Runde        |
| 04. | Mahesh Bhupathi Mirjana Lučić | Achtelfinale    |

| Nr. | Paarung                        | Erreichte Runde |
| --- | ------------------------------ | --------------- |
| 05. | Rick Leach Larisa Neiland      | Achtelfinale    |
| 06. | Leander Paes Katrina Adams     | 1. Runde        |
| 07. | Cyril Suk Olena Tatarkowa      | Achtelfinale    |
| 08. | Patrick Galbraith Lisa Raymond | 1. Runde        |

## Junioreneinzel

### Setzliste
| Nr. | Spieler                | Erreichte Runde |
| --- | ---------------------- | --------------- |
| 01. | Kristian Pless         | Sieg            |
| 02. | Jarkko Nieminen        | Achtelfinale    |
| 03. | Ladislav Chramosta     | 2. Runde        |
| 04. | Éric Prodon            | Viertelfinale   |
| 05. | Jaroslav Levinský      | Halbfinale      |
| 06. | Jürgen Melzer          | Achtelfinale    |
| 07. | Andy Roddick           | Achtelfinale    |
| 08. | Jean-Christophe Faurel | Viertelfinale   |

| Nr. | Spieler           | Erreichte Runde |
| --- | ----------------- | --------------- |
| 09. | Michail Juschny   | Finale          |
| 10. | David Martin      | 2. Runde        |
| 11. | Simone Amorico    | Viertelfinale   |
| 12. | Joachim Johansson | Achtelfinale    |
| 13. | Andrew Mcdade     | Achtelfinale    |
| 14. | Mark Hilton       | 2. Runde        |
| 15. | Francesco Aldi    | Halbfinale      |
| 16. | Alex Bogomolov Jr | 2. Runde        |

## Juniorinneneinzel

### Setzliste
| Nr. | Spielerin        | Erreichte Runde |
| --- | ---------------- | --------------- |
| 01. | Nadja Petrowa    | Halbfinale      |
| 02. | Tina Hergold     | Halbfinale      |
| 03. | Wynne Prakusya   | Achtelfinale    |
| 04. | Eleni Daniilidou | Viertelfinale   |
| 05. | Ansley Cargill   | 1. Runde        |
| 06. |                  |                 |
| 07. | Iveta Benešová   | 1. Runde        |
| 08. | Dája Bedáňová    | 2. Runde        |

| Nr. | Spielerin             | Erreichte Runde |
| --- | --------------------- | --------------- |
| 09. | Katarína Bašternáková | Finale          |
| 10. | Melinda Malouli       | Achtelfinale    |
| 11. | Michelle Gerards      | 2. Runde        |
| 12. | Leanne Baker          | Viertelfinale   |
| 13. | Virginie Razzano      | Sieg            |
| 14. | Zuzana Kučová         | Achtelfinale    |
| 15. | Gyorgyi Zsiros        | 1. Runde        |
| 16. | Aniela Mojzis         | 2. Runde        |

## Juniorendoppel

### Setzliste
| Nr. | Paarung                            | Erreichte Runde |
| --- | ---------------------------------- | --------------- |
| 01. | Bo Hodge David Martin              | 1. Runde        |
| 02. | Ladislav Chramosta Michal Navrátil | Finale          |
| 03. | Jürgen Melzer Kristian Pless       | Sieg            |
| 04. | Francesco Aldi Stefano Mocci       | Halbfinale      |

| Nr. | Paarung                        | Erreichte Runde |
| --- | ------------------------------ | --------------- |
| 05. | Andrew McDade * Dirk Stegmann  | 1. Runde        |
| 06. | Simone Amorico Alex Bogomolow  | 1. Runde        |
| 07. | Boris Bachert Christian Straka | Viertelfinale   |
| 08. | Stian Boretti * Jørgen Vestli  | 1. Runde        |

## Juniorinnendoppel

### Setzliste
| Nr. | Paarung                             | Erreichte Runde |
| --- | ----------------------------------- | --------------- |
| 01. | Ansley Cargill Lindsay Dawaf        | Achtelfinale    |
| 02. | Dája Bedáňová Aniela Mojzis         | Halbfinale      |
| 03. | Katarína Bašternáková Zuzana Kučová | Viertelfinale   |
| 04. | Dominika Luzarová Iveta Benešová    | 1. Runde        |

| Nr. | Paarung                               | Erreichte Runde |
| --- | ------------------------------------- | --------------- |
| 05. | Nicole Rencken Natalie Grandin        | Finale          |
| 06. | Laura Granville Julia Scaringe        | 1. Runde        |
| 07. | Kavitha Krishnamurthy Kinga Berecz    | 1. Runde        |
| 08. | Melinda Malouli Stéphanie Cohen-Aloro | 1. Runde        |